# Laredo (Gerichtsbezirk)
Der Gerichtsbezirk Laredo ist einer der acht Gerichtsbezirke in der autonomen Gemeinschaft Kantabrien.
Der Bezirk umfasst 11 Gemeinden auf einer Fläche von 593,15 km² mit dem Hauptquartier in Laredo.

## Gemeinden
| Gemeinde               | Einwohner (2024) | Fläche km² | Dichte Einw./km² | Cod INE | Postleitzahl               |
| ---------------------- | ---------------- | ---------- | ---------------- | ------- | -------------------------- |
| Ampuero                | 4.477            | 32,34      | 138              | 39002   | 39840                      |
| Arredondo              | 477              | 46,83      | 10               | 39007   | 39813                      |
| Colindres              | 8.540            | 5,94       | 1.438            | 39023   | 39750                      |
| Laredo                 | 10.752           | 15,71      | 684              | 39035   | 39770                      |
| Liendo                 | 1.226            | 26,57      | 46               | 39036   | 39776                      |
| Limpias                | 1.991            | 10,07      | 198              | 39038   | 39778, 39820               |
| Ramales de la Victoria | 3.061            | 32,97      | 93               | 39057   | 39800                      |
| Rasines                | 970              | 42,89      | 23               | 39058   | 39860                      |
| Ruesga                 | 829              | 87,96      | 9                | 39067   | 39815                      |
| Soba                   | 1.076            | 214,16     | 5                | 39083   | 39538                      |
| Voto                   | 2.945            | 77,71      | 38               | 39102   | 39761, 39762, 39764, 39766 |
| Gerichtsbezirk Laredo  | 36.344           | 593,15     | 61               | –       | –                          |